# SRDF
 (février 2023).
Le SRDF, abréviation de Symmetrix Remote Data Facility, est un produit de la société EMC Corporation permettant la réplication de données informatiques entre 2 baies de disques en utilisant le mécanisme miroir Maitre/Esclave. 

## Description
Les disques maitres (nommé R1) sont en accès RW (Read-Write) et les disques esclaves (nommé R2) sont en WD (Write Disable). SRDF est un composant central pour la gestion du disaster recovery des baies de disque. Il permet la continuité d'exploitation entre plusieurs sites distants. Il peut également être utilisé pour la migration de données.

## Historique
SRDF a été annoncé en octobre 1994.

## Modes de réplication
Plusieurs options de réplication existent : les plus connues étant le mode synchrone et le mode "adaptive copy" (asynchrone).
Le mode synchrone garantit l'écriture sur les 2 baies de disques en simultané au travers du mécanisme suivant :
L'écriture est demandée sur la baie locale puis :
1. Elle est validée dans le cache de la baie locale
2. Envoyée au travers des liens SRDF sur la baie distante
3. Validée dans le cache de la baie distante

La baie locale reçoit l'acquittement de la baie distante puis valide l'écriture.